# Larentia oraria
Larentia oraria là một loài bướm đêm trong họ Geometridae.